# Пржевальский, Евгений Степанович
Евгений Степанович Пржевальский (1879—1953) — советский химик-аналитик, доктор химических наук, профессор Московского университета, декан химического факультета МГУ (1939—1944).

## Биография
Родился 12 января 1879 года в городе Переяслав Полтавской губернии. Окончив в 1898 году Нежинскую классическую гимназию, поступил на естественное отделение физико-математического факультета Московского университета. Ещё будучи студентом, Пржевальский начал заниматься исследовательской работой по органической химии под руководством В. В. Марковникова, а затем работал с академиком Н. Д. Зелинским.
В начале научной деятельности (до 1917) занимался вопросами синтеза непредельных углеводородов и изучением окисления жирных и жирноароматических кислот.
После Октябрьской революции вместе с А. В. Раковским, В. В. Лонгиновым, И. В. Куликовым и А. Е. Успенским Евгений Степанович принял участие в создании Института химических реактивов. Особое место в работе Института занял отдел аналитической химии, имевший задачей разработку методов контроля производства реактивов и их качества. Под руководством Е. С. Пржевальского была проведена работа по составлению свыше 200 стандартов на химические реактивы, утвержденные и опубликованные как общесоюзные стандарты.
Декан химического факультета МГУ (1939—1944), заведующий кафедрой аналитической химии (1933—1953), директор НИИ химии при МГУ (1939—1953).
В 1930 году Евгению Степановичу было предложено заведовать кафедрой аналитической химии, организованной на химическом факультете МГУ в 1929 году. На кафедре аналитической химии Пржевальский продолжил и развил работы по определению малых количеств веществ, начало которых было положено разработкой стандартных методов испытаний реактивных солей.
В 1933 году совместно с В. М. Пешковой разработал методику определения хлора в йодистом калии. Пржевальский занимался разработкой методов анализа палладия (изучил образование комплексных соединений Pd(II) с органическими реагентами, синтезировал реагент n-родананилин), урана (разработал метод определения урана в виде йодата урана- IV), тория (колориметрическое определение тория с применением азосоединений) и других редких элементов. С его участием были разработаны методы определения церия в присутствии тория, редкоземельных элементов и титана; колориметрические и флуоресцентные методы определения бериллия.
В годы Великой Отечественной войны в эвакуации в Ашхабаде на кафедре аналитической химии под руководством заведующего кафедрой профессора Пржевальского и профессора К. Л. Малярова проводился химический анализ антифризов, по заданию оборонных организаций велось изучение разнообразных материалов, поступающих с фронта. За годы войны кафедрой был выполнен химический анализ нескольких тысяч образцов советских и трофейных материалов. По заданию Геологического управления и других организаций кафедра провела многосторонний химический анализ местных полиметаллических руд, солей и других материалов.
Наряду с научной и педагогической деятельностью Пржевальский вёл и литературную работу; под его редакцией был выпущен ряд книг и учебных пособий («Весовой анализ» Вейнланда, «Учебник количественного анализа» Шидловской, «Химико-технологические методы исследования» Берль-Люнге и др.). Кроме того, в течение нескольких лет он состоял членом редакционной коллегии журнала «Заводская лаборатория». После создания секции аналитической химии Московского отделения Химического общества им. Д. И. Менделеева Евгений Степанович являлся её председателем.
Умер 12 июня 1953 г. и был похоронен в г. Москве.

### Награды и премии
Награждён орденами Ленина, «Знак Почета» (1940), медалями «За доблестный труд в Великой Отечественной войне 1941-45 гг.» (1946), «В память 800-летия Москвы» (1947).